# China Film Performance Art Academy
La China Film Performance Art Academy (中國電影表演藝術學會T, 中国电影表演艺术学会S, Zhōngguó Diànyǐng Biǎoyǎn Yíshǜ XuéhuìP) è un'organizzazione professionale onoraria della Cina, fondata nel gennaio 1985 a Canton per sostenere la professione dell'attore nell'industria cinematografica nazionale. Si tratta dell'unica organizzazione di settore ufficialmente riconosciuta dal governo nella Cina continentale e registrata presso la National Radio and Television Administration.
Compito dell'Academy è di coordinare, studiare, divulgare e celebrare i professionisti cinesi nel campo delle arti performative, oltre che organizzare ogni due anni le assegnazioni del Golden Phoenix Award (金鳳凰獎T, 金凤凰奖S, Jīnfènghuáng JiăngP). Dal 2021 il presidente dell'Academy è Chen Baoguo.

## I "100 migliori attori in 100 anni di cinema cinese"
Nel 2005, in occasione del centesimo anniversario dell'industria cinematografica nazionale, l'Academy ha realizzato una celebrazione ufficiale stilando l'elenco dei "100 migliori attori in 100 anni di cinema cinese" (中国电影百年百位优秀演员S, Zhōngguó diànyǐng bǎinián bǎi wèi yōuxiù yǎnyuánP), suddivisi cronologicamente in tre fasi storiche (pre-rivoluzione, governo di Mao, dopo Mao). I risultati della selezione sono stati annunciati il 12 novembre 2005 in occasione del quattordicesimo Golden Rooster and Hundred Flowers Film Festival (金雞百花電影節S, Jīnjī bǎihuā diànyǐng jiéP) a Sanya.

### 1905-1949
Shangguan Yunzhu, Yu Yang, Yu Lan, Wang Renmei, Wang Danfeng, Feng Zhe, Tian Fang, Bai Yang, Shi Hui, Liu Qiong, Sun Daolin, Ruan Lingyu, Wu Yin, Ng Cho-fan, Zhang Ping, Zhang Ruifang, Li Wei, Chen Qiang, Zhou Xuan, Jin Shan, Jin Yan, Hu Die, Zhao Dan, Xiang Kun, Qin Yi, Yuan Muzhi, Tao Jin, Huang Zongying, Shu Shi, Shu Xiuwen, Xie Tian, Lan Ma, Bao Fang, Li Lili, Wei Heling.

### 1949-1976
Yu Shizhi, Wang Xingang, Wang Yumei, Wang Xiaotang, Wang Fuli, Lisa Lu, Gua Ah-leh, Tian Hua, Zhong Xinghuo, Liu Xiaoqing, Jackie Chan, Zhang Liang, Zhang Yu, Sylvia Chang, Bruce Lee, Li Rentang, Li Moran, Yang Zaibao, Chow Yun-fat, Pang Xueqin, Brigitte Lin, Sihung Lung, Ko Chun-hsiung, Zhu Xijuan, Zhao Ziyue, Zhao Lirong, Tang Guoqiang, Xia Meng, Chin Han, Guo Zhenqing, Tao Yuling, Cui Wei, Xie Fang, Pan Hong.

### 1976-2004
Wang Zhiwen, Wang Tiecheng, Ning Jing, Liu Peiqi, Andy Lau, Lü Liping, Gong Li, Zhu Xu, Song Chunli, Zhang Fengyi, Leslie Cheung, Maggie Cheung, Jet Li, Li Baotian, Lee Li-chun, Li Xuejian, Joan Chen, Chen Peisi, Chen Baoguo, Chen Daoming, Stephen Chow, Zheng Zhenyao, Wen Jiang, Xi Meijuan, Tony Leung Ka-Fai, Tony Leung Chiu-Wai, Anita Mui, Zhang Ziyi, Siqin Gaowa, Ge You, Jiang Wenli, Pu Cunxin.

## Presidenti
| Commissione | Periodo                         | Presidente                          | Note  |
| ----------- | ------------------------------- | ----------------------------------- | ----- |
| I           | gennaio 1985 – febbraio 1989    | Zhang Ruifang Zhao Ziyue (onorario) | [ 4 ] |
| II          | febbraio 1989 – agosto 1995     | Zhang Ruifang                       | [ 4 ] |
| III         | agosto 1995 – maggio 1999       | Zhang Ruifang                       | [ 4 ] |
| IV          | maggio 1999 – giugno 2006       | Yu Yang                             | [ 4 ] |
| V           | giugno 2006 – settembre 2009    | Tang Guoqiang                       | [ 4 ] |
| VI          | settembre 2009 – settembre 2013 | Tang Guoqiang                       | [ 4 ] |
| VII         | settembre 2013 – settembre 2017 | Ge You                              | [ 4 ] |
| VIII        | settembre 2017 – settembre 2021 | Ge You                              | [ 4 ] |
| IX          | settembre 2021 – in corso       | Chen Baoguo                         | [ 1 ] |